# Горские евреи в Израиле

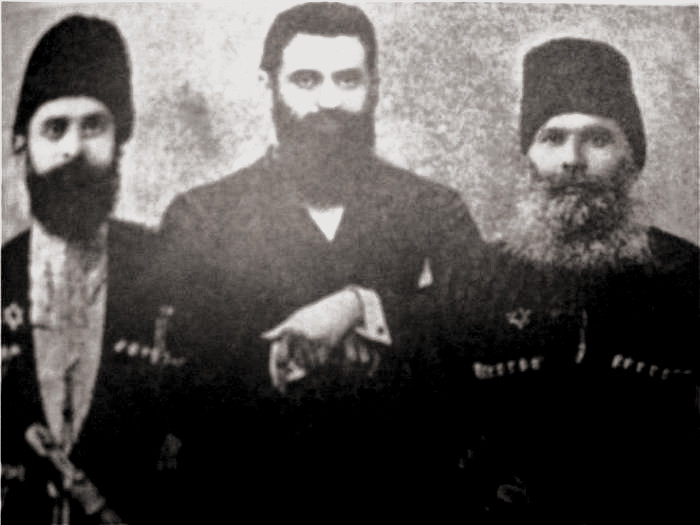
Горские евреи в Израиле

Горские евреи в Израиле, также известные как джухурим, относятся к иммигрантам и потомкам иммигрантов из общин горских евреев, которые в настоящее время проживают на территории государства Израиль. По происхождению горские евреи в Израиле относятся к мизрахим.

## История
Ещё до прихода сионизма у горских евреев было желание вернуться в Сион, что многие сделали в 1840-х и 1850-х годах.

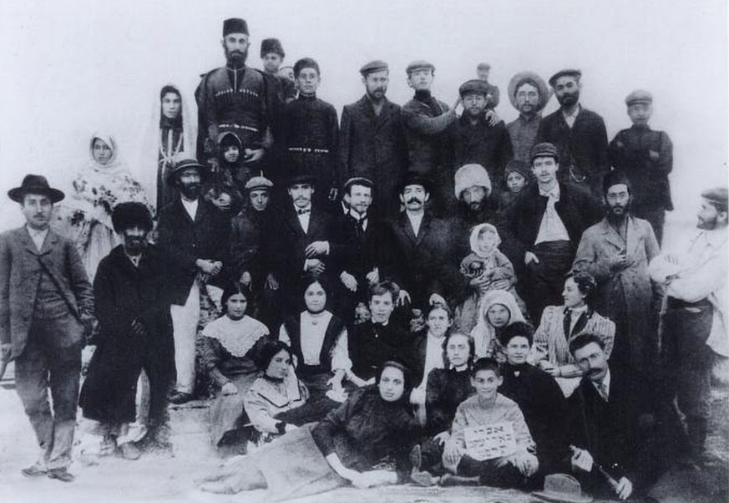
Основатели Беэр-Яакова, 1908

### Первая волна эмиграции: 1881–1947 годы
Горские евреи были одними из первых, кто совершил алию, при этом некоторые иммигрировали независимо от сионистского движения, а другие были вдохновлены им. Они были представлены на сионистских конгрессах, и первые горские еврейские поселенцы в Османской Сирии основали в 1907 году поселение, ныне являющееся современным израильским городом — Беэр-Яаков. В начале 1920-х годов Баку стал одним из центров еврейского национального движения, и сионистские газеты выходили на горско-еврейском языке.

### 1948–1970-е годы
Горские евреи, жившие в Советском Союзе, громко и гордо праздновали создание Государства Израиль, что привело к репрессиям со стороны советских властей. Многие были арестованы и заключены в тюрьму за участие в «антисоветской пропаганде». Шестидневная война привела к всплеску еврейского патриотизма среди горских евреев, хотя более широкое сионистское пробуждение произошло только в начале 1970-х годов. Именно тогда более 10 000 горских евреев (около четверти населения) эмигрировали в Израиль.

### 1990-е годы — настоящее время
После распада Советского Союза тысячи горских евреев переехали в Израиль. Во время Первой чеченской войны некоторые уехали из-за насилия. Несмотря на обычно близкие отношения между евреями и чеченцами, многие были похищены чеченскими бандами, которые выкупили свою свободу за счёт «международной еврейской общины».